# Steve Rerych
Stephen Karl (Steve) Rerych (Philadelphia (Pennsylvania), 14 mei 1946) is een Amerikaans zwemmer.

## Biografie
Tijdens de Olympische Zomerspelen van 1968 won Rerych de gouden medaille op de 4x100m en de 4x200m vrije slag. Op de 200m vrije slag werd hij achtste.

## Internationale toernooien
| Jaar | Olympische Spelen                                          |
| ---- | ---------------------------------------------------------- |
| 1968 | 4x100m vrije slag · 4x200m vrije slag · 8e 200m vrije slag |

1964: Clark, Austin, Ilman, Schollander ·
1968: Zorn, Rerych, Spitz, Walsh ·
1972: Edgar, Murphy, Heidenreich, Spitz ·
1984: Cavanaugh, Heath, Biondi, Gaines ·
1988: Jacobs, Dalbey, Jager, Biondi ·
1992: Hudepohl, Biondi, Jager, Olsen ·
1996: Olsen, Davis, Schumacher, Hall ·
2000: Klim, Fydler, Callus, Thorpe ·
2004: Schoeman, Ferns, Townsend, Neethling ·
2008: Phelps, Weber-Gale, Jones, Lezak ·
2012: Leveaux, Gilot, Lefert, Agnel ·
2016: Dressel, Phelps, Held, Adrian ·
2020: Dressel, Pieroni, Becker, Apple ·
2024: Alexy, Guiliano, Armstrong, Dressel
1908: Derbyshire, Radmilovic, Foster, Taylor ·
1912: Healy, Champion, Boardman, Hardwick ·
1920: McGillivray, Kealoha, Ross, Kahanamoku ·
1924: O'Connor, Glancy, Breyer, Weissmuller ·
1928: Clapp, Laufer, Kojac, Weissmuller ·
1932: Miyazaki, Yusa, Yokoyama, Toyoda ·
1936: Yusa, Sugiura, Taguchi, Arai ·
1948: Ris, McLane, Wolf, Smith ·
1952: Moore, Woolsey, Konno, McLane ·
1956: O'Halloran, Devitt, Rose, Henricks ·
1960: Harrison, Blick, Troy, Farrell ·
1964: Clark, Saari, Ilman, Schollander ·
1968: Nelson, Rerych, Spitz, Schollander ·
1972: Kinsella, Tyler, Genter, Spitz ·
1976: Bruner, Furniss, Naber, Montgomery ·
1980: Kopljakov, Salnikov, Stoekolkin, Krylov ·
1984: Heath, Larson, Float, Hayes ·
1988: Dalbey, Cetlinski, Gjertsen, Biondi ·
1992: Lepikov, Pysjnenko, Tajanovitsj, Sadovy ·
1996: Davis, Hudepohl, Schumacher, Berube ·
2000: Thorpe, Klim, Pearson, Kirby ·
2004: Phelps, Lochte, Vanderkaay, Keller ·
2008: Phelps, Lochte, Berens, Vanderkaay ·
2012: Lochte, Dwyer, Berens, Phelps ·
2016: Dwyer, Haas, Lochte, Phelps ·
2020: Dean, Guy, Richards, Scott ·
2024: Guy, Dean, Richards, Scott